# Sangdil
Sangdil est un film indien réalisé par R.C. Talwar en 1952 inspiré du roman Jane Eyre de Charlotte Brontë. Le rôle principal est joué par Dilip Kumar.

## Synopsis
Une adaptation de Jane Eyre de Charlotte Bronte: deux enfants, un garçon et une fille, amis d'enfance, sont séparés et grandissent dans des mondes différents. La fille est amenée à être une «pujaaran» (prêtresse) tandis que le garçon devient un «thakur» (propriétaire terrien) abattu, rendu vindicatif par les injustices de la vie. Le sort, inévitablement, finit par les réunir à nouveau. Au début tout semble heureux pour le jeune couple, jusqu'à ce que la femme découvre un sombre secret de son mari...